# Chesterfield Inlet (Bucht)
Chesterfield Inlet (Inuktitut: Igluligaarjuk) 
ist eine langgestreckte schmale Bucht in der Kivalliq-Region des kanadischen Territoriums Nunavut. 
Die Bucht liegt im Nordwesten der Hudson Bay und hat eine Länge von 180 km.
An ihrem westlichen Ende münden die Abflussarme des Baker Lake und der Quoich River in das Chesterfield Inlet.
Cross Bay, eine Verbreiterung der Bucht, befindet sich 30 km östlich des Baker Lake.
Es gibt mehrere Inseln in der Bucht.  
Das Inuit-Hamlet mit demselben Namen, Chesterfield Inlet, liegt südlich der Mündung der Bucht in die Hudson Bay.
Früher war die Gegend Heimat der Aivilingmiut und Qaernermiut.